# Аль-Мансур Абу Бакр
Аль-Мансур Сайф ад-Дін Абу Бакр ібн Мухаммад (араб. الملك المنصور سيف الدين أبو بكر بن محمد; 1321–1341) — мамелюкський султан Єгипту з династії Бахрітів.

## Життєпис
Перед смертю Мухаммад I ан-Насір змусив своїх емірів присягнути в тому, що вони будуть віддано служити синам султана. Абу Бакр народився 1321 року й залишився у хроніках як щедрий, дружній, але амбіційний юнак, якого ще за свого життя Мухаммад бажав зробити своїм наступником. Еміри обрали Абу Бакра султаном за згодою його старшого брата Ахмада, який у той час перебував у Кераку (сучасна Йорданія). Окрім Абу Бакра у султана Мухаммада від наложниці Нарджис було ще двоє молодших синів - Рамадан (помер 1343 р.) та Юсуф (помер 1346 р.).
Відсутність зовнішньої загрози призвела до формування внутрішнього конфлікту, що, зрештою, привів до повалення султана. Таким чином, Абу Бакр був усунутий від влади за два місяці після вступу на престол. Його замінив його семирічний брат Куджук аль-Ашраф, однак реальним правителем Єгипту став мудаббір аль-даула Каузун (один з ватажків змови) та його прибічники. Після відсторонення від влади Абу Бакр був ув'язнений в місті Кус, що в Верхньому Єгипті, разом з кількома своїми братами, а через два місяці його стратили за наказом Каузуна.